# Suomi-sarja
Suomi-sarja – trzecia klasa rozgrywek ligowych w hokeju na lodzie w Finlandii.

## Edycje
| Sezon     | 1. miejsce                                     | 2. miejsce                                     | 3. miejsce                                     |
| --------- | ---------------------------------------------- | ---------------------------------------------- | ---------------------------------------------- |
| 1999/2000 | Jukurit                                        | Kiekko-Vantaa                                  |                                                |
| 2000/2001 | KalPa                                          | EPS                                            |                                                |
| 2001/2002 | Hokki                                          | Kiekko-Oulu                                    | KOOVEE                                         |
| 2002/2003 | SaPKo                                          | Salamat                                        | Jokipojat                                      |
| 2003/2004 | Jokipojat                                      | KOOVEE                                         |                                                |
| 2004/2005 | Seinäjoen HT                                   | Heinolan Kiekko                                |                                                |
| 2005/2006 | Heinolan Kiekko                                | SaPKo                                          | KOOVEE                                         |
| 2006/2007 | Titaanit                                       | LeKi                                           |                                                |
| 2007/2008 | D-Kiekko                                       | Kiekko-Laser                                   | HCK                                            |
| 2008/2009 | Ketterä                                        | RoKi                                           | Kiekko-Laser                                   |
| 2009/2010 | Kiekko-Laser                                   | KJT TuusKi                                     | KOOVEE                                         |
| 2010/2011 | RoKi                                           | KOOVEE                                         | HCK                                            |
| 2011/2012 | KeuPa HT                                       | HCK                                            | KOOVEE                                         |
| 2012/2013 | RoKi                                           | Pyry                                           | KeuPa HT                                       |
| 2013/2014 | KeuPa HT                                       | FPS                                            | Bewe TuusKi                                    |
| 2014/2015 | Jokipojat                                      | Hermes                                         | Bewe TuusKi                                    |
| 2015/2016 | IPK                                            | Ketterä                                        | JHT                                            |
| 2016/2017 | Ketterä                                        | JHT                                            | Pyry                                           |
| 2017/2018 | JHT                                            | KOOVEE                                         | Pyry                                           |
| 2018/2019 | Hokki                                          | Hunters                                        | Kiekko-Espoo                                   |
| 2019/2020 | sezon niedokończony z powodu pandemii COVID-19 | sezon niedokończony z powodu pandemii COVID-19 | sezon niedokończony z powodu pandemii COVID-19 |
| 2020/2021 | Karhu HT                                       | Haukat                                         | Raahe-Kiekko                                   |
| 2021/2022 | D-Kiekko                                       | JHT                                            | Hunters                                        |
| 2022/2023 | Pyry                                           | JHT                                            | Hunters                                        |

## Sezon 2020/2021
| Klub         | Miasto        | Lodowisko            | Rok zał. |
| ------------ | ------------- | -------------------- | -------- |
| D-Kiekko     | Jyväskylä     | Synergia-areena      | 1990     |
| Haukat       | Järvenpää     | K-Rauta Areena       | 1979     |
| HC Giants    | Hollola       | HAT Areena           | 2014     |
| HCIK         | Kaarina       | D-Gate-Areena        | 1986     |
| Hunters      | Porvoo        | Porvoon jäähalli     | 1997     |
| JHT          | Kalajoki      | Kalajoen jäähalli    | 1992     |
| Karhu HT     | Pori          | Astora areena        | 2000     |
| Laser HT     | Oulu          | Oulunsalon jäähalli  | 1997     |
| Muik Hockey  | Uusikaarlepyy | Komarov Arena        | 1984     |
| Pyry         | Nokia         | Nokian jäähalli      | 1905     |
| Raahe-Kiekko | Raahe         | Raahen jäähalli      | 1994     |
| Riemu        | Jyväskylä     | Synergia-areena      | 2011     |
| S-Kiekko     | Seinäjoki     | Seinäjoen jäähalli 2 | 1996     |
| Titaanit     | Kotka         | Ilona Areena         | 1974     |